# Henryk Cywiński
Henryk Piotr Cywiński, ros. Генрих Фаддеевич Цывинский, h. Puchała, (ur. 31 stycznia 1855 w Wilnie, zm. 6 grudnia 1938 tamże) – polski wiceadmirał floty rosyjskiej, oficer pokładowy okrętów nawodnych. Podczas służby dowodził m.in. krążownikami "Giercog Edinburskij" i "Gienierał-admirał" oraz Flotą Bałtycką i Flotą Czarnomorską. Karierę zakończył na stanowisku szefa Sekcji do Spraw Elektro-Torpedowych. Po I wojnie światowej osiadł w Polsce.

## Służba wojskowa
Henryk Cywiński urodził się 31 stycznia 1855 w Wilnie w rodzinie szlacheckiej herbu Puchała. W 1872 ukończył gimnazjum i wstąpił do Morskiego Korpusu Kadetów w Petersburgu, a po trzech latach nauki został oficerem Cesarskiej Marynarki Wojennej. Od 1875 do 1876 przebywał na praktyce morskiej we Flocie Bałtyckiej, którą zakończył pomyślnie zdanym egzaminem. Był również absolwentem kursu broni podwodnej z 1878 oraz wyższego kursu elektro-torpedowego z 1882.
Pierwsze stanowisko służbowe objął w eskadrze torpedowców Floty Bałtyckiej, gdzie zajmował się testowaniem min wytykowych. W 1879 jako oficer miner na kliprze "Najezdnik" rozpoczął z Kronsztadu rejs dookoła kuli ziemskiej, zakończony w 1881. Od 1882 do 1890 zajmował się teoretycznym i praktycznym szkoleniem specjalistów broni podwodnej, a także przeprowadzał badania nad tego rodzaju uzbrojeniem. W tym okresie miał okazję pływać na torpedowcach "Rakieta" i "Samopał", krążowniku "Afryka" oraz pancernikach "Admirał Łazarcew" i "Piotr Wielkij". W latach 1890–1891 był starszym oficerem na krążowniku pancernym „Władimir Monomach” i odbył na tym okręcie rejs z Triestu do Jokohamy, a z powrotem do Kronsztadu. Po wyokrętowaniu objął posadę zastępcy głównego inspektora torpedowego w Morskim Komitecie Technicznym. Od 1897 był dowódcą klipra "Kriejsjer", który początkowo wykonywał zadania szkoleniowe w Eskadrze Oceanu Spokojnego, a w 1899 przybył do Kronsztadu. Po powrocie Cywiński został komendantem ośrodka szkoleniowego, ale już dwa lata później ponownie objął dowództwo okrętu, tym razem krążownika "Giercog Edinburskij", na którym pływał po Oceanie Atlantyckim. W latach 1904–1906 dowodził krążownikiem ćwiczebnym "Gienierał Admirał" we Flocie Bałtyckiej, będąc głównym specjalistą szkolenia morskiego. Od[1906 od 1910 był kolejno dowódcą Floty Bałtyckiej i Floty Czarnomorskiej. Następnie jako szef Sekcji do Spraw Elektro-Torpedowych w Admiralicji zajmował się okrętami podwodnymi, bronią podwodną oraz elektrotechniką. W 1912 złożył dymisję i przeszedł w stan spoczynku.

## Awanse
- gardemaryn – 1875
- miczman – 1876
- lejtnant – 1881
- kapitan 2. rangi – 1891
- kapitan 1. rangi – 1899
- kontradmirał – 1906
- wiceadmirał – 1910

## Emerytura
Na emeryturze pracował jako dyrektor techniczny, potem wicedyrektor w Rosyjsko-Bałtyckim Towarzystwie Budowy Okrętów. Po rewolucji październikowej przeniósł się na Ukrainę, gdzie był dyrektorem Noworosyjskich Juzowskich Zakładów produkujących uzbrojenie artyleryjskie. W 1920 wyjechał do Samary, aby po roku powrócić do Petersburga. W 1922 przybył do odrodzonej Polski, zostawiając w Rosji żonę i dzieci. Do końca życia mieszkał w rodzinnym Wilnie i przez pewien czas pracował na stanowisku specjalisty elektrotechnika w Dyrekcji Dróg Publicznych. Zmarł 6 grudnia 1938, został pochowany na cmentarzu Bernardyńskim.
Napisał wspomnienia "Пятьдесят лет в Российском императорском флоте", które Walentin Pikul wykorzystał w powieści "Trzy spotkania z Okini-San: powieść sentymentalna".

## Odznaczenia[3]
- Order Świętego Skarbu
- Order Wschodzącego Słońca IV kl. (1891)
- Order św. Anny II klasy (1896)
- Order św. Włodzimierza IV klasy (1899)
- Legia Honorowa IV klasy (1902)
- Order św. Włodzimierza III (1904)
- Order Świętego Stanisława I klasy (1907)
- Krzyż Walecznych